# All About Lily Chou-Chou
Pour plus de détails, voir Fiche technique et Distribution.
All About Lily Chou-Chou (リリイ・シュシュのすべて, Rirī Shushu no subete) est un film japonais réalisé par Shunji Iwai, sorti le 7 septembre 2001.

## Synopsis
Hasumi est un jeune trop calme pour son âge. Sa faculté à demeurer impassible devant les difficultés et à ne pas répondre aux coups et aux provocations va vite faire de lui le souffre-douleur idéal de ses camarades. Il tient le coup grâce à sa passion pour la pop star Lily Chou-Chou, dont les chansons lui permettent de s'évader, de vivre, d'espérer. Cette passion, il la partage avec son camarade Hoshino et d'autres fans, qui se retrouvent anonymement sur Internet pour discuter de leur amour pour la mystérieuse chanteuse.

## Fiche technique
- Titre : All About Lily Chou-Chou
- Titre original : リリイ・シュシュのすべて (Rirī Shushu no subete?)
- Réalisation : Shunji Iwai
- Scénario : Shunji Iwai
- Production : Koko Maeda
- Musique : Takeshi Kobayashi
- Photographie : Noboru Shinoda
- Montage : Yoshiharu Nakagami
- Pays d'origine :  Japon
- Langue originale : japonais
- Distribution : Rockwell Eyes
- Format : Couleurs - 1,85:1 - Dolby Digital - 35 mm
- Genre : Drame, thriller
- Durée : 146 minutes
- Dates de sortie :
  - Canada : 7 septembre 2001 (festival international du film de Toronto)
  - Japon : 6 octobre 2001 (sortie nationale)[1]

## Distribution
- Hayato Ichihara : Yūichi Hasumi
- Shugo Oshinari (en) : Shusuke Hoshino
- Ayumi Itō : Yōko Kuno
- Takao Ōsawa : Tabito Takao
- Miwako Ichikawa : Shimabukuro
- Izumi Inamori : Izumi Hoshino
- Yū Aoi : Shiori Tsuda
- Kazusa Matsuda : Sumika Kanzaki
- Takako Baba : une étudiante
- Tomohiro Kaku : l'ami de Yūichi
- Hideyuki Kasahara : Kyota Shimizu
- Yōji Tanaka : professeur

## Autour du film
- Lily Chou-Chou est une chanteuse de fiction. Les chansons dans le film sont chantées par une grande chanteuse japonaise, Salyu.
- Ayumi Itō s'est réellement rasé les cheveux pour les besoins du film.
- Un plan du film a été utilisé en tant que pochette de l'album To See the Next Part of the Dream du Shoegazer coréen Parannoul
- Une chanson de Lily Chou-Chou est utilisé dans le film After Yang

## Récompenses
- C.I.C.A.E. Award (mention spéciale), lors du Festival de Berlin 2002.
- Prix du Jury et prix de la meilleure musique lors du Festival international du film de Shanghai 2002.